# قشلاق بايين
قشلاق بايين هي قرية في مقاطعة هريس، إيران. عدد سكان هذه القرية هو 132 في سنة 2006.